# Melito de Cantuária
Melito de Cantuária foi o primeiro bispo de Londres durante o período anglo-saxônico, o terceiro arcebispo de Cantuária e um membro da Missão gregoriana, enviada à Inglaterra para cristianizar os anglo-saxões de seu nativo paganismo. Ele chegou em 601 junto com um grupo de clérigos enviados para aumentar a missão e foi consagrado bispo logo em 604. Melito também foi o recipiente de uma famosa carta de Gregório, o Grande conhecida como Epístola para Melito (Epistola ad Mellitum), preservada numa obra posterior pelo cronista medieval Beda, que sugeria que a conversão dos anglo-saxões deveria ser um processo gradual, com a incorporação dos rituais e costumes pagãos. Em 610, Melito retornou à Itália para comparecer a um concílio de bispos, seguindo de volta para a Inglaterra em seguida com cartas para alguns dos missionários.
Melito foi exilado de Londres pelos sucessores pagãos de seu patrono, o rei de Essex Seberto (Sæberht), logo após a morte do rei. O rei Etelberto de Câncio, outro patrocinador do cristianismo, morreu por volta da mesma época, forçando-o a se refugiar na Gália. Melito retornou à Inglaterra no ano seguinte, quando o sucessor de Etelberto, Eadbaldo, se converteu também, mas ele jamais conseguiu retornar para Londres, cujos habitantes permaneceram pagãos. Melito foi apontado arcebispo de Cantuária em 619. Durante seu episcopado, alega-se que tenha salvado milagrosamente a catedral e grande parte da cidade de um incêndio. Após a sua morte ele passou a ser reverenciado como um santo.

## Primeiros anos
O cronista medieval Beda descreveu Melito como sendo de nascimento nobre. Nas cartas, o Papa Gregório I o chama de abade, mas é incerto se Melito teria sido previamente um abade de um mosteiro em Roma ou se este foi apenas um status dado a ele para facilitar a viagem até a Inglaterra, algo que o faria o líder da expedição. O registro papal, uma lista de cartas enviadas pelos papas, descreve-o como sendo um "abade na Frância" em sua descrição da correspondência, mas a carta em si cita apenas "abade". A primeira vez que Melito é mencionado na história é nas cartas de Gregório e nada mais se sabe sobre seu passado. Parece provável que ele seja um nativo da Itália, assim como todos os demais bispos consagrados por Agostinho.

## Viagem para a Inglaterra
O Papa Gregório I enviou Melito à Inglaterra em junho de 601 como resposta a um apelo de Agostinho, o primeiro arcebispo de Cantuária. Ele precisava de mais clérigos para se juntar à Missão gregoriana que estava convertendo o Reino de Câncio, governado por Etelberto, do paganismo ao cristianismo. Os novos missionários trouxeram com eles uma grande doação de livros e "todas as coisas necessárias para a liturgia e o ministério da Igreja". Um cronista de Cantuária do século XV, Thomas de Elmham, afirmou que ainda existiam diversos destes livros em Cantuária em sua época, embora ele não os tenha nomeado. Uma investigação sobre os manuscritos sobreviventes de Cantuária mostra que um possível candidato seja o Evangelho de Santo Agostinho, atualmente em Cambridge (Corpus Christi College, Manuscript (MS) 286).[nota a]
Junto com a carta para Agostinho, os missionários trouxeram uma carta para Etelberto, urgindo-o a agir mais como o imperador romano Constantino I, forçando a conversão dos seus seguidores ao cristianismo. O rei também foi encorajado a destruir todos os templos pagãos.
O historiador Ian Wood sugeriu que a viagem de Melito através da Gália provavelmente o fez passar pelas sés episcopais de Vienne, Arles, Lião, Toulon, Marselha, Metz, Paris e Ruão, como evidenciado pelas cartas que Gregório enviou para estes bispos pedindo-lhes apoio ao grupo de Melito. Gregório também escreveu aos reis francos Clotário II, Teoderico II, Teodeberto II e para Brunilda da Austrásia, que era a avó dos dois últimos e a regente. Wood acredita que este amplo pedido de ajuda ao episcopado e à realeza franca foi um esforço para assegurar apoio para a Missão gregoriana. Ainda no caminho para a Inglaterra, Melito recebeu uma carta de Gregório autorizando Agostinho a converter hofs pagãos em igrejas e a as blóts (sacrifícios animais pagãos) em festas cristãs, tudo para facilitar a transição ao cristianismo. A carta de Gregório marca uma mudança enorme na estratégia missionária aplicada até então e foi posteriormente incluída na Historia ecclesiastica gentis Anglorum de Beda. Geralmente conhecida como Epístola a Melito (Epistola ad Mellitum), ela conflita com a carta enviada para Etelberto, que o historiador R. A. Markus vê também como um ponto de virada na história missionária, quando a conversão forçada cedeu espaço para a persuasão. Esta visão tradicional de que a Epístola representa uma contradição com a carta a Etelberto tem sido disputada por George Demacopoulos, que argumenta que a carta ao rei tinha por objetivo principal encorajá-lo em assuntos espirituais, enquanto que a Epístola foi enviada para tratar unicamente de assuntos práticos e, assim, não existiria contradição entre as duas.

## Bispos de Londres

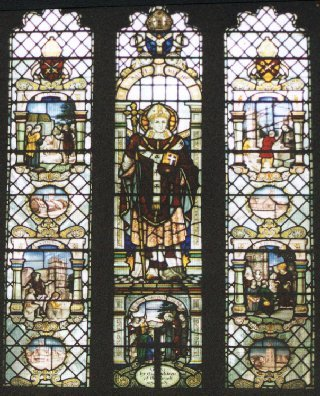
São Melito
Vitral na Igreja de Santa Maria em Prittlewell.

Exatamente quando Melito e seu grupo chegaram na Inglaterra não se sabe, mas ele estava certamente lá em 604, quando Agostinho consagrou-o como bispo na província dos saxões orientais, fazendo de Melito o primeiro bispo de Londres após a partida dos romanos (Londres era a capital da Ânglia Oriental). A cidade era também a escolha mais lógica para um novo bispado, pois era um centro de distribuição para a malha rodoviária do sul da ilha. Era também uma antiga cidade romana (Londínio) e muitos dos esforços da Missão gregoriana se concentraram em lugares assim. Antes de sua consagração, Melito batizou Seberto, o sobrinho de Etelberto, que então permitiu que um novo bispado fosse estabelecido. A igreja episcopal construída em Londres foi provavelmente inaugurada por Etelberto ao invés de Seberto. Embora Beda relate que Etelberto é que dera as terras ao sustento da nova sé, os documentos que alegam ser a doação de terras de Etelberto a Melito são falsificações posteriores.
Embora Gregório tenha tido como objetivo que Londres fosse a sede do arcebispado ao sul da ilha, Agostinho jamais transportou a sua sé para lá e, ao invés disso, consagrou Melito como um bispo comum para a localidade[nota b]. Após a morte de Agostinho, em 604, Cantuária continuou a ser a sede do arcebispado do sul e Londres continuou sendo um episcopado. É possível que o rei de Câncio não desejasse que uma autoridade episcopal existisse fora de seu reino na época.
Melito compareceu a um concílio de bispos realizado na Itália em fevereiro de 610, convocado pelo Papa Bonifácio IV. O historiador N.J. Higham especula que uma das razões ao seu comparecimento parece ter sido o de reafirmar a independência da Igreja da Inglaterra frente a Igreja Franca. Bonifácio deu a Melito duas cartas papais para que ele levasse de volta para a Inglaterra, uma para Etelberto e seu povo e outra para Lourenço, o sucessor de Agostinho. Ele também levou consigo os decretos do concílio. Nenhuma carta ou documentação autêntica deste sínodo sobreviveu, embora algumas tenham sido falsificadas nas décadas de 1060 e 1070 em Cantuária. Durante seu período como bispo, Melito se juntou a Justo, o bispo de Rochester, subscrevendo uma carta que Lourenço escreveu aos bispos celtas urgindo a Igreja Celta a adotar o método romano de cálculo da data da Páscoa (veja controvérsia da Páscoa). Esta carta também mencionava o fato de que os bispos missionários irlandeses, como Dagão, se recusavam a fazer suas refeições com os missionários romanos.
Tanto Etelberto quando Seberto morreram por volta de 616 ou 618, provocando uma crise na missão. Os três filhos de Seberto não tinham se convertido e expulsaram Melito de Londres. Beda afirma que Melito foi exilado por ter se recusado a permitir que os irmãos experimentassem da hóstia consagrada, tida por eles como algo mágico.[nota c] Se isto ocorreu imediatamente após a morte de Seberto ou depois, é impossível de determinar a partir da cronologia de Beda, que coloca os dois eventos no mesmo capítulo, mas não apresenta nenhuma referência e nem um espaço de tempo entre os dois eventos. O historiador N. J. Higham faz uma relação entre este episódio com uma mudança no "senhorio", do cristão Etelberto de Câncio ao anglo oriental pagão Redualdo, que Higham acredita ter acontecido após a morte de Etelberto. Em sua visão, os filhos de Seberto expulsaram Melito de Londres por que eles tinham passado de uma subordinação ao Reino de Câncio para uma a Ânglia Oriental e, assim, não precisavam mais manter Melito, que tinha fortes relações com Câncio, no posto.
Melito primeiro fugiu para Cantuária, mas o sucessor de Etelberto, Eadbaldo, também era um pagão e Melito, acompanhado por Justo, se refugiou na Gália. Melito foi reconvocado para a Grã-Bretanha por Lourenço após a conversão de Eadbaldo. Quanto tempo ele permaneceu exilado é incerto. Beda alega que foi apenas um ano, mas é possível que tenha sido mais. Porém, Melito não retornou para Londres por que os saxões orientais permaneceram pagãos. Embora Melito tenha fugido, não há razões para crer que tenha ocorrido uma perseguição aos cristãos no Reino da Saxônia Ocidental. A sé ali só seria novamente ocupada quando Cedd foi consagrado como bispo, por volta de 654.

## Arcebispado e morte

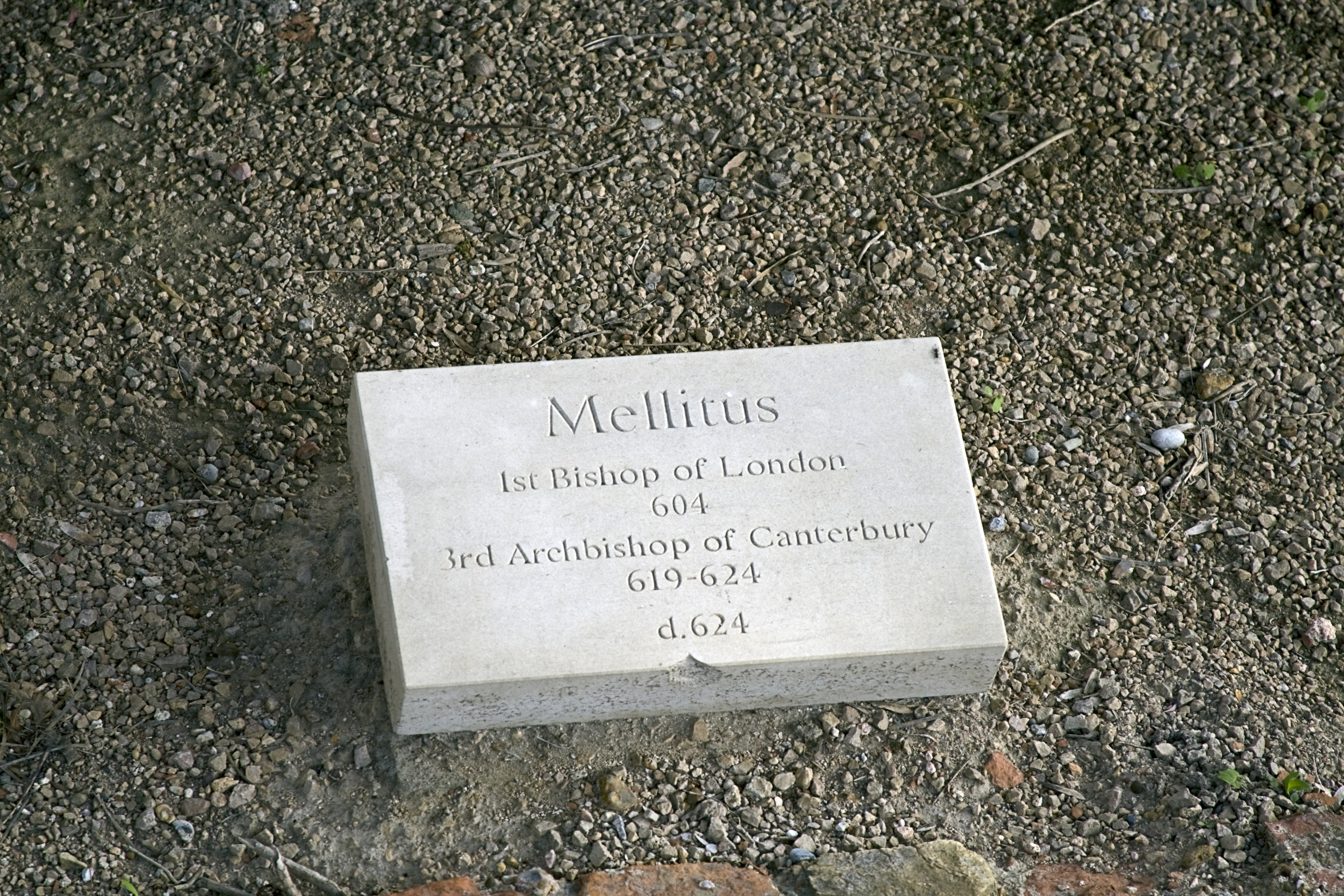
Lápide sobre o túmulo de Melito, na Abadia de Santo Agostinho

Melito sucedeu a Lourenço como o terceiro arcebispo de Cantuária após a morte deste último em 619. Durante o seu tempo na função, Melito supostamente realizou um milagre em 623, desviando um incêndio que se iniciara em Cantuária e ameaçava a igreja. Ele foi carregado para meio das chamas e o vento então mudou de direção, salvando assim o edifício. Beda elogia a mente sã de Melito, mas, à parte o milagre, nada mais aconteceu durante o seu episcopado. Beda também menciona que Melito sofria de gota. Bonifácio escreveu para Melito, encorajando-o em sua missão, talvez instigado pelo casamento de Etelburga de Câncio (Æthelburh), filha de Etelberto, com o rei Eduíno da Nortúmbria. Se Melito recebeu um pálio, o símbolo da autoridade do arcebispo vinda do papa, não se sabe.
Melito morreu em 24 de abril e foi enterrado na Abadia de São Pedro e São Paulo, em Cantuária, no mesmo dia. Ele passou a ser reverenciado como um santo após a sua morte, com uma festa celebrada no aniversário de sua morte. O Missal de Stowe, do século IX, comemora a sua festa juntamente com a de Justo e de Lourenço. Ele ainda era venerado na abadia em 1120, juntamente com diversos outros santos locais. Havia também um santuário dedicado a ele na Antiga Catedral de São Paulo, em Londres. Logo após a conquista normanda da Inglaterra, Goscelino escreveu uma Vita de Melito, a primeira de diversas que apareceram por volta desta época, mas que não contém nenhuma informação além das já incluídas nas obras anteriores de Beda. Estas biografias medievais, porém, revelam que durante a vida de Goscelino, pessoas que sofriam de gota eram incentivadas a rezar sobre o túmulo de Melito. Goscelino relata também que o santuário de Melito estava ao lado do de Agostinho, junto com o de Lourenço, na capela central da parede leste do presbitério.